# José de Almeida Serra
José de Almeida Serra GOIH (n. 1942) é um político português. Ocupou brevemente o cargo de Ministro do Mar no IX Governo Constitucional, de 15 de fevereiro a 6 de novembro de 1985 (governo do Bloco Central).
A 5 de Janeiro de 2016 foi feito Grande-Oficial da Ordem do Infante D. Henrique.

## Funções governamentais exercidas
- IX Governo Constitucional
  - Ministro do Mar

1. ↑  «Presidente homenageou personalidades ligadas à integração de Portugal nas Comunidades Europeias». Presidência da República Portuguesa. Consultado em 5 de janeiro de 2016